# Garsauritis xanthostella
Garsauritis xanthostella är en fjärilsart som beskrevs av Otto Staudinger 1885. Garsauritis xanthostella ingår i släktet Garsauritis och familjen praktfjärilar. Inga underarter finns listade i Catalogue of Life.